# 吉林省红十字会
吉林省红十字会（简称吉林省红会）是中国红十字会在吉林省的地方分会。主要负责人道救援、救助难民、救护伤兵和赈济灾民等工作。

## 沿革
1904年，成立中国红十字会吉林分会。1919年6月11日，成立万国同盟中国红十字会吉林分会，7月改称吉林省红十字会。1947年1月，改称中国红十字会长春分会。
1949年10月中华人民共和国成立后，于1956年4月开始筹建吉林省红十字会。1958年8月8日，正式成立吉林省红十字会，受吉林省人民委员会的直接领导，时任副省长徐寿轩任第一届会长。办公地点设在长春市工农大路吉林省中医进修学校内。
1959年10月，与吉林省爱国卫生运动委员会合署办公。1962年3月，在长春市召开第一次代表会议。
1966年文化大革命开始后被迫停止活动，办事机构均被撤销。
1980年4月7日，吉林省人民政府批准恢复吉林省红十字会，属吉林省卫生厅领导，办公地点设在长春市东民主大街副2号一省卫生防病中心楼内。1984年5月，组成第二届理事会，时任副省长刘云沼任第二届理事会会长。
1993年，被中共吉林省委、省政府授予“抗洪救灾先进集体”荣誉称号。
1996年，由省卫生厅代管改为省政府分管领导联系，独立自主开展工作。
2019年8月19日，举行成立100周年纪念大会。

## 组织机构
内设机构
- 综合处
- 业务工作处
- 宣传处

市州基层组织
- 长春市红十字会
- 吉林市红十字会
- 延边州红十字会
- 四平市红十字会
- 白城市红十字会
- 松原市红十字会
- 通化市红十字会
- 辽源市红十字会
- 白山市红十字会
- 长白山保护开发区管理委员会红十字会
- 公主岭市红十字会
- 梅河口市红十字会
- 珲春市红十字会

直属事业单位
- 中华骨髓库吉林分库
- 吉林省备灾救灾中心（吉林省红十字会造血干细胞捐献者资料管理中心）